# Guichen
Guichen è un comune francese di 7 436 abitanti situato nel dipartimento dell'Ille-et-Vilaine nella regione della Bretagna.
Il territorio comunale condivide con il comune di Bruz il villaggio di Pont-Réan.

## Società

### Evoluzione demografica
Abitanti censiti